# 蛍の光
「蛍の光」（ほたるのひかり） は、スコットランドの民謡「オールド・ラング・サイン」を原曲とした日本の編曲唱歌である。日本語の訳詞は稲垣千頴による。
2006年（平成18年）に文化庁と日本PTA全国協議会が「日本の歌百選」に選定した。
本項では、原曲を三拍子にアレンジした「別れのワルツ」についても下記で記載する。

## 経緯
「オールド・ラング・サイン」は、ヨーロッパ中に、さらには海を越えてアメリカ大陸へも普及していった。1881年（明治14年）、尋常小学校の唱歌として、小学唱歌集初編（小學唱歌集初編）が編纂されたとき、稲垣千頴が作詞した今様形式の歌詞が、「蛍」の題名で採用された。
1941年12月、日本は第二次世界大戦へと突入。米英の音楽は禁止されたが、「蛍の光」は「庭の千草」などと並んで日本化されているとして禁止対象から除外された。

## 歌詞

### オリジナル
以下の歌詞は、小学唱歌集初編（1881年（明治14年）11月24日付）に掲載されたものに基づき、現在通用の平仮名・句読点に統一したもの（左欄）と適宜に旧活字体の漢字を充てたもの（右欄）である。戦後は3番4番が歌われることは殆ど無い。
|   | ほたる | 螢                                                                                            |
| - | --- | --------------------------------------------------------------------------------------------- |
| 1 | ほたるのひかり、まどのゆき、 ふみよむつきひ、かさねつゝ、 いつしかとしも、すぎのとを、 あけてぞけさは、わかれゆく。 | 螢の光、窓の雪、 書讀む月日、重ねつゝ、 何時しか年も、すぎの戸を、 開けてぞ今朝は、別れ行く。 |
| 2 | とまるもゆくも、かぎりとて、 かたみにおもふ、ちよろづの、 こゝろのはしを、ひとことに、 さきくとばかり、うたふなり。 | 止まるも行くも、限りとて、 互に思ふ、千萬の、 心の端を、一言に、 幸くと許り、歌ふなり。       |
| 3 | つくしのきはみ、みちのおく、 うみやまとほく、へだつとも、 そのまごゝろは、へだてなく、 ひとつにつくせ、くにのため。 | 筑紫の極み、陸の奥、 海山遠く、隔つとも、 その真心は、隔て無く、 一つに盡くせ、國の為。       |
| 4 | ちしまのおくも、おきなはも、 やしまのうちの、まもりなり。 いたらんくにに、いさをしく、 つとめよわがせ、つつがなく。 | 千島の奧も、沖繩も、 八洲の内の、護りなり。 至らん國に、勳しく、 努めよ我が兄、恙無く。       |

### 蛍雪の功
歌詞の冒頭「蛍の光 窓の雪」とは、「蛍雪の功」と言われる、一途に学問に励む事を褒め称える中国の故事が由来である。
| 「 | 東晋の時代の車胤は、家が貧乏で灯す油が買えなかったために蛍の光で勉強していた。同様に、同じ頃の孫康は、夜には窓の外に積もった雪に反射する月の光で勉強していた。そして、この2人はその重ねた学問により、長じて朝廷の高官に出世している。 | 」 |

### 文部省による改変
3番は出版前の1881年（明治14年）の段階では
| 「 | つくしのきはみ みちのおく わかるゝみちは かはるとも かはらぬこころ ゆきかよひ ひとつにつくせ くにのため | 」 |

という歌詞だった。これを文部省でチェックしたところ、普通学務局長の辻新次から「かはらぬこころ ゆきかよひ」という部分が男女の間で交わす言葉だという指摘が出たために、翌年まで刊行が延びた。奥付は1881年（明治14年）11月であるが、実際に刊行されたのは1882年（明治15年）4月のことである。
4番の歌詞は、領土拡張により文部省の手によって何度か改変されている。
- 千島の奥も 沖縄も 八洲の外の 護りなり（明治初期の案）
- 千島の奥も 沖縄も 八洲の内の 護りなり（千島樺太交換条約・琉球処分を受けて）
- 千島の奥も 台湾も 八洲の内の 護りなり（日清戦争による台湾割譲）
- 台湾の果ても 樺太も 八洲の内の 護りなり（日露戦争後）

## 使用例
- 日本の学校における卒業式では、仰げば尊しと共に古くからよく演奏される曲の1つとして知られている。大日本帝国海軍では「告別行進曲」もしくは「ロングサイン」という題で海軍兵学校の卒業式典曲として使われた。士官や特に戦功のある下士官等が、艦艇や航空隊等から離任する際にも、演奏もしくは再生された。
- 全国高等学校野球選手権大会の閉会式で最後に合唱される。
- 『NHK紅白歌合戦』ではフィナーレでの結果発表の後に、エンディングとしてこの曲の大合唱が行われることが恒例となっている（『第4回NHK紅白歌合戦』以降。第14回を除く）。かつては、2番まで歌われたことがあったが、後に1番のみとなった。詳細は当該項目を参照。
- 1988年/1989年の年跨ぎまで放送されていた全民放版『ゆく年くる年』では、一社提供スポンサー・セイコーによる午前0時の新年時報直前まで全国各地を生中継で結んで大合唱されていた。
  - 1967年/1968年の回（日本テレビ制作、司会：坂本九・吉永小百合）では、ダークダックスが東京・銀座の和光（セイコーの関連会社）の屋上で名物の時計台をバックに歌唱した（直後の新年時報は、同時計台のウェストミンスターチャイムによる「生時報」）。なおこの場面はキネコ映像として現存している。
  - ただし1980年/1981年の回（日本テレビ制作、司会：徳光和夫・露木茂・金子勝彦他）では、生合唱どころか演奏も行わず、セイコーのCMを放送した。
- かつては阪神タイガースの名物応援であった。相手チームの投手がKOされて途中降板する際に「さよならさよなら○○（投手名）」と数回コールした後、『蛍の光』の1番を応援団の演奏に合わせてファンが応援バットを左右に振りながら合唱し、六甲おろしの大合唱に繋げるのが定番であった。これは、相手投手がグラウンドを去るタイミングで別れの歌である『蛍の光』を歌い、手を振って「さようなら」のメッセージを伝えるという、挑発的な応援であった。このことに関し他球団ファンを始め、阪神OBからも批判の声が多いことを受けて[4]、2006年（平成18年）7月25日の対中日ドラゴンズ戦（ナゴヤドーム）から、阪神が優勢の時のみ歌う形に変更になった（同点・劣勢の時は新たに作られた「オペレーションビクトリー」という応援歌を歌うことになった）。その後も『蛍の光』は2019年まで使用されたが、新型コロナウイルスの感染症対策として鳴り物入りの応援が休止に。応援が解禁されて以降も、まったく使用されなくなった。
- 1950年の黒澤明監督映画『醜聞』の中で、クリスマスパーティで浮かれるバーの酔客が「来年こそは頑張る」と言ってこの歌を歌い始めると、金のため不正を働き葛藤する主人公の弁護士も、来年こそは蛆虫から真人間に変わるのだと決しながら涙し歌い、その場にいた全員がそれぞれの思いを噛みしめながら合唱する。
- 現在の新宿ゴールデン街は、1958年の売春防止法施行により、それ以前の「青線」と呼ばれる売春街が廃業した後、飲食店として再生して誕生したものである。同法施行直前の夜には、あちこちの店で娼婦と客が「蛍の光」を合唱したとされる[5]。
- 1963年7月公開の映画『日本一の色男』（監督 - 古澤憲吾）のプロローグ、女学校の卒業式で光等（植木等）の弾くピアノによってこの曲が歌われるが、直後、光等が曲を「無責任経」に替えて歌い踊った事で校長（清水元）と教頭（佐田豊）を怒らせ、光等は首となる。
- 1964年に行われた東京オリンピックの閉会式では、この曲の大合唱で式典を締めくくった。
  - 2014年5月13日に行われた国立競技場建て替え前の最後のイベント「SAYONARA国立競技場プロジェクト」では、先述の東京オリンピック閉会式に倣ってこの曲の大合唱で最後を飾った。
- 大相撲の1984年（昭和59年） 9月場所は蔵前国技館で開催された最後の場所であり、千秋楽では当時の協会役員、全幕内力士が土俵下に集結し、観客と一緒にペンライトを振って、この曲とともにフィナーレを飾った。
- ネコの5匹組コーラスグループMUSASHI'Sがカバー、2008年（平成20年）3月3日からMusic.jp配信。
- NHK総合テレビで2014年12月16日に生放送された音楽番組『わが心の大阪メロディー』のエンディングで、米国人女優・シャーロット・ケイト・フォックス（2014年度後期の連続テレビ小説『マッサン』のヒロイン役）がオールド・ラング・サイン（蛍の光の原曲）を歌唱した後、出演者全員で1番を大合唱した。
- 赤塚不二夫の漫画『天才バカボン』では、バカボンのパパたちが先生と一緒に卒業しようとした際に、先生がバカ田大学に残ることを決めると、パパたちが裏切り者として先生を火あぶりにして『蛍の光』を歌う描写があった。
- 『マッサン』の第22週終盤に、登場人物の息子が出征する事になり、壮行会では自宅に張り込んでいる特高刑事の耳に入らないよう、ウイスキー庫の戸を厳重に締め切り、主人公一家・工場の工員たちとオールド・ラング・サイン（蛍の光の原曲）を合唱していた。
- 日本基督教団出版局刊行の「讃美歌第2編」370番に「目覚めよ わが霊、心励み」という歌詞が付けられて歌われている。「讃美歌21」では外されている。

### メロディーのみの使用例
- かつて青函連絡船では、出港の際に放送されていた。青森駅と函館駅を結んだ青函連絡船において、毎回の出港時にメロディが流れた。米英との戦争が不可避といわれた1941年、乗客の船出の不安を取り除こうと飛鸞丸の事務掛だった大場良平が出航時にレコードで音楽を流していた。主に当時の流行歌を選曲していたが、5月のある日の午後遅くの出港時に何気なくかけた曲が「蛍の光」だった。それを耳にした乗客がすすり泣いたことから流すようになった。戦時中は軍部からの「出征兵士の見送りに相応しくない」との指示により一時中断したものの、戦後洞爺丸の就航時期に復活し、1970年代若年者が気に入る軽快な曲を」との意見もあったが終航まで続けられてきた[6]。
  - 現在では、東海汽船の貨客船が東京および各島を出港するときにBGMとして放送されている。
- 東京ディズニーランドのカウントダウン・パーティにおいて、カウントダウンセレモニーの一環として3分前から2分から2分半の時間演奏される。
- プロ野球においてはその年限りで現役を引退する選手の引退セレモニーの際に演奏される場合があった。
  - 長嶋茂雄（巨人、1974年10月14日後楽園球場での対中日戦）
  - 原辰徳（巨人、1995年10月8日東京ドームでの対広島戦）。「巨人の星」（作曲：渡辺岳夫）に 「オールド・ラング・サイン」をコラージュした演奏曲に編曲されていた。
- 北大阪急行箕面萱野駅（2024年3月22日までは千里中央駅）では、終電専用の発車メロディとして採用されている。[7]
  - かつては1996年（平成8年）まで阪急電鉄大阪梅田駅でも、第二次世界大戦後から長期に渡り、終電の発車メロディとして使用されていたが、「（蛍の光は別れの曲というイメージが強いため）暗い」「明日への元気を感じさせる元気な曲にしてほしい」という意見を受けたため『第三の男』のテーマへと変更した。
  - 現在では鉄道路線の廃線の際、最終列車が出発する前のセレモニーでも流れることが多い。（しかし、近年では三次駅発浜原駅行き三江線最終列車など鳴らされない場合もあったり、最終列車始発駅ではなく途中駅で演奏されることも多い。例：三木鉄道三木線石野駅）。
  - 作詞：新沢としひこ、作曲：中川ひろたか、スコットランド民謡の歌曲「空より高く」。後半部分に「オールド・ラング・サイン」（蛍の光）のメロディが使用されている[8]。

## 録音ディスク
アナログレコードとしては、初出のユージン・コスマン楽団演奏のSP盤『別れのワルツ/アニー・ローリー』（日本コロムビアL-10）、モノラルEP盤（日本コロムビアPP-7）、モノラルEPシングル盤（日本コロムビアLL-10）、疑似ステレオEP盤（日本コロムビア45S-10）、同一原盤による移行再発EP盤（日本コロムビアYK-10）がロングセラーとなり、クリスマス
や閉店などの場面で広く使用された。また録音劣化に伴い、学芸規格として実用レコードシリーズ『別れのワルツ-蛍の光-/家路-「新世界」より-（編曲：若松正司演奏：コロムビア・オーケストラ 日本コロムビアGA-8）、『蛍の光/仰げば尊し』（編曲：岩窪ささを演奏：コロムビア・オーケストラ 日本コロムビアGA-10）も発売された。
世界中の音源から「蛍の光」に関する楽曲をオムニバス形式で集成し、詳細な解説と年譜を付したもの。
- 『螢の光のすべて』キングレコード 2002年（平成14年） KICG-3075

改定版も発売された。
- 『螢の光のすべて 改定版』キングレコード 2014年 KICG-3263

4番まで歌っているCDとして、以下のものがある。
- 翻訳唱歌集『故郷を離るる歌』 歌手：藍川由美、チェンバロ： 中野振一郎 日本コロムビア 1998年 COCO-80861
- 最新実用シリーズ『式典・儀式の音楽』 キングレコード 2002年 KICG-8175
- ダークダックス愛唱歌全集〜心のうた〜 歌手：ダークダックス キングレコード 2005年（平成17年） KICS-6228

ザ・ピーナッツは、「オールド・ラング・サイン」のインストアレンジ「別れのワルツ」に「蛍の光」の歌詞を乗せた歌を歌っている（曲名は「別れのワルツ」）。2004年（平成16年）発売のCD-BOX、ザ・ピーナッツ メモリーズBOXに収録している。
クラシック風のものとしては、ウィンナ・ワルツ演奏の巨匠として知られたロベルト・シュトルツが1960年代にベルリン交響楽団を指揮してウイーン風ワルツ以外の作品を集めた「世界のワルツ」に「別れのワルツ」が収録されている。